# Kazuki Himeno

a Compétitions nationales et continentales officielles uniquement.

b Matchs officiels uniquement.
Dernière mise à jour le 16 août 2022.
Kazuki Himeno (姫野和樹, Himeno Kazuki), né le 27 juillet 1994 à Nagoya (Japon), est un joueur international japonais de rugby à XV jouant aux postes de troisième ligne ou deuxième ligne avec le club des Toyota Verblitz en League One depuis 2017.

## Carrière

### En club
Après avoir été scolarisé au Lycée Kasugaoka, Kazuki Himeno a évolué en championnat japonais universitaire avec le club de l'Université Teikyō entre 2013 et 2017. Il remporte à trois reprises ce championnat en 2014, 2015, 2016, et 2017, ainsi que la ligue Kanto Taikosen en 2013, 2014, 2015 et 2016.
Il a ensuite fait ses débuts professionnels en août 2017, après avoir rejoint le club des Toyota Verblitz situé à Toyota et qui évolue en Top League. Dès cette première saison avec ce club, il est tout de suite désigné capitaine par le nouvel entraîneur Jake White.
En décembre 2017, il est également annoncé dans l'effectif 2018 de la franchise japonaise des Sunwolves, évoluant en Super Rugby.
À l'issue de la Top League 2018, il est nommé dans l'équipe type de la compétition.
En octobre 2020, il annonce qu'il rejoint la franchise néo-zélandaise des Highlanders pour la saison 2021 de Super Rugby. Il devient le second japonais à jouer pour cette équipe, après le demi de mêlée Fumiaki Tanaka. Il s'impose rapidement comme un titulaire au sein de la franchise basée à Dunedin, et dispute onze rencontres lors de son passage,. Au terme de cette unique saison, il est contraint par son contrat avec Toyota Verblitz de quitter la franchise.
Il est élu dans l'équipe type de la saison 2022-2023 du championnat japonais.

### En équipe nationale
Kazuki Himeno joue avec les Baby Blossoms en 2013. Il participe avec cette sélection au trophée mondial des moins de 20 ans 2013 au Chili,.
Il est sélectionné pour la première fois avec l'équipe du Japon dans le cadre de la tournée de novembre 2017. Il obtient sa première cape internationale le 4 novembre 2017 à l’occasion d’un test-match contre l'équipe d'Australie à Yokohama.
Il sélectionné dans le groupe de 31 joueurs retenus pour disputer la coupe du monde 2019 au Japon. Titulaire indiscutable en troisième ligne, il participe aux cinq matchs de son équipe, incluant les victoires historiques contre l'Écosse et l'Irlande, et le premier quart de finale de l'histoire du Japon contre l'Afrique du Sud. Grâce à ses performances, il considéré comme l'un des meilleurs joueurs de la compétition à son poste par plusieurs média,.
Il est appelé dans le groupe japonais pour la préparation de la Coupe du monde 2023. Il est ensuite retenu dans la sélection finale pour le Mondial,. 

## Statistiques en équipe nationale
- 22 sélections avec le Japon depuis 2017.
- 30 points (6 essais).

- Participation à la Coupe du monde 2019 (5 matchs).

## Palmarès

### En club
- Vainqueur du championnat japonais universitaire en 2014, 2015, 2016 et 2017.
- Vainqueur de la ligue Kanto Taikosen en 2013, 2014, 2015 et 2016.

### Distinctions personnelles
- Membre de l'équipe type du Championnat du Japon en 2018 et 2023.